# سلوبودان يانييتش
سلوبودان يانييتش هو لاعب كرة الصالات ‏ صربي، ولد في 17 فبراير 1987 في جمهورية يوغوسلافيا الاشتراكية الاتحادية.

## وصلات خارجية
- سلوبودان يانييتش على موقع الاتحاد الأوربي (الإنجليزية)